# Кори Киспе, Кевин Хоэль
Кевин Хоэль Кори Киспе (исп. Kevin Joel Cori Quispe; род. 2 августа 1999, Лима) — перуанский шахматист, гроссмейстер (2018).
Неоднократно участвовал в юношеских чемпионатах мира и континента. Звание международного мастера получил за победное выступление на молодёжном чемпионате Америки 2015 года. По итогам года был удостоен Национальной спортивной премии «Колибри де Плата».
В 2018 году стал чемпионом страны и получил звание гроссмейстера.
Выступает в аргентинском чемпионате за клуб «Феррокарриль Оэсте».

## Спортивные результаты
| Год  | Город         | Турнир                                            | + | − | = | Результат | Место |
| ---- | ------------- | ------------------------------------------------- | - | - | - | --------- | ----- |
| 2012 | Марибор       | Чемпионат мира (до 14 лет)                        | 5 | 2 | 4 | 7 из 11   | 32    |
| 2015 | Сан-Сальвадор | Панамериканский чемпионат (до 20 лет)             | 6 | 0 | 3 | 7½ из 9   | 1     |
|      | Халкидики     | Чемпионат мира (до 16 лет)                        | 4 | 2 | 5 | 6½ из 11  | 37    |
| 2018 | Лима          | Чемпионат Перу                                    |   |   |   | 7½ из 9   | 1     |
|      | Монтевидео    | Чемпионат Америки                                 | 6 | 1 | 4 | 8 из 11   | 6     |
|      | Понтеведра    | «VI Torneo Int. Cidade de Pontevedra Masters G-A» | 6 | 1 | 2 | 7 из 9    | 3     |

## Изменения рейтинга
| Графики недоступны из-за технических проблем. См. информацию на Фабрикаторе и на mediawiki.org. |